# Quatre Nuits avec Anna
Pour plus de détails, voir Fiche technique et Distribution.
Quatre Nuits avec Anna (Cztery noce z Anną) est un film polonais réalisé par Jerzy Skolimowski, sorti en 2008. Ce film marque le retour du réalisateur au cinéma après son film Ferdydurke en 1991, qu'il considère comme étant son plus mauvais[réf. nécessaire].

## Synopsis
Léon Okrasa est employé dans un hôpital où il travaille à la chaufferie et à l'incinérateur. Dans le passé, il a été témoin du viol d'Anna, infirmière dans ce même hôpital. Obsédé par Anna, il s'introduit, par quatre fois de nuit, dans l'appartement de celle-ci.

## Fiche technique
- Titre : Quatre Nuits avec Anna
- Titre original : Cztery noce z Anną
- Réalisation : Jerzy Skolimowski
- Scénario : Jerzy Skolimowski et Eva Piaskowska
- Musique : Michał Lorenc
- Producteur : Paulo Branco
- Pays d'origine : Pologne
- Format : Couleurs - 1,85:1 - Dolby Digital - 35 mm
- Genre : Film dramatique, Film policier, Film d'horreur, Thriller
- Durée : 87 minutes
- Date de sortie : 2008

## Distribution
- Artur Steranko : Léon Okrasa
- Kinga Preis : Anna P.
- Jerzy Fedorowicz : directeur de l'hôpital
- Redbad Klynstra : Juge
- Małgorzata Buczkowska : l'amie d'Anna